# 411vm 35
411vm 35 je petintrideseta številka 411 video revije in je izšla marca 1999.
Ta številka je posvečena Tim Brauchu in se začne z montažo njegovega rolkanja. Med reklamami sta dva njegova sponzorja, Santa Cruz in Etnies, posvetila svoji reklami v njegov spomin.
Med triki v Openers je tudi slavni Tony Hawkov 900-stopinjski obrat v half-pipeu.

## Vsebina številke in glasbena podlaga
Glasbena podlaga je navedena v oklepajih.
- Openers Clyde Singleton, Danny Montoya, Brian Sumner, Andrew Reynolds, Colin McKay, Steve Berra, Jamie Thomas, Tony Hawk
- Chaos (Motley Crue - Shout at the Devil)
- Day in the life Bam Margera (CKY - Disengage the Stimulator)
- Profiles Clyde Singleton (Reflection Eternal - Chaos)
- Wheels of fortune Brian Sumner, Tom Krauser (The Ramones - Rock n Roll High School, Jets to Brazil - Crown of the Valley)
- Main event Etnies Quadruple Jump (Friends of Dean - All the Pretty Horses)
- Rookies Jayme Fortune (I Fudge - What If)
- Contests Predogled filma Vancouver 1999 (DJ Saga - Meditations)
- Industry Rhythm
- Road trip Adio (Fugazi - Version, 7 Seconds - 99 Red Balloons)

Glasba v zaslugah je Snuff - Bit Cosy.